# Aguti (umaszczenie)

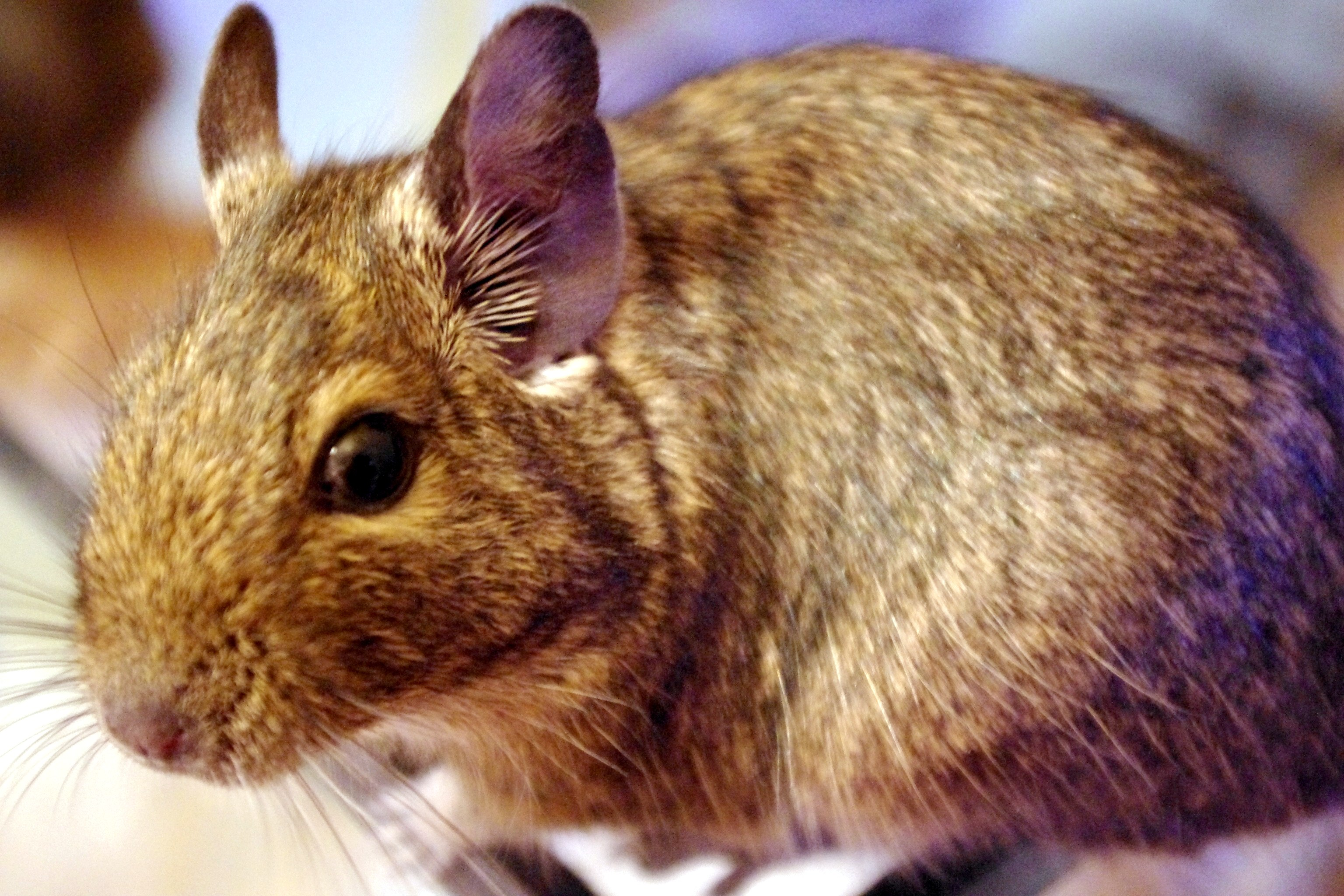
Typowe umaszczenie koszatniczki O. degus

Aguti – charakterystyczne dla dzikich zwierząt umaszczenie strefowe (zwane też dzikim) okrywy włosowej ssaków, które powstaje na skutek naprzemiennego rozmieszczenia się feomelaniny i eumelaniny we włosie. W konsekwencji nasada włosa zwierzęcia jest ciemna, a szczyt żółty. Zapis barwy: A _ B _ C _ D _ G _ (zapis niemiecki) lub A _ B _ C _ D _ E _ (zapis angielski)